# پایگاه هوایی مندیگ
پایگاه هوایی مندیگ (به انگلیسی: Mendig Air Base) (به زبان بومی: Heeresflugplatz Mendig) یک فرودگاه نظامی است که یک باند فرود آسفالت دارد و طول باند آن ۱۶۲۸ متر است. این فرودگاه در شهر مندیگ کشور آلمان قرار دارد و در ارتفاع ۱۸۲ متری از سطح دریا واقع شده‌است.